# Валентин Колев
Валентин Колев е български художник и професор по живопис в Национална художествена академия.

## Биография
Роден е в Пловдив на 9 август 1948 г. Завършва Техникума по строителство и архитектура в Плевен и живопис във ВИИИ „Н. Павлович“ в София през 1978 г. при проф. Добри Добрев. Над 30 самостоятелни изложби в България и в чужбина. От 1980 г. е асистент, от – 1991 доцент, а от 1996 г. – професор по живопис и композиция в Националната художествена академия в София.
През 1993 и 1995 г. води майсторски клас по живопис и композиция към Seul Arts Center, Южна Корея.
През 2008 г. проф. Валентин Колев е удостоен с почетния знак „За заслуги към Националната художествена академия“.
Починал през 2023 г.

## Самостоятелни изложби
- 1992 г. галерия „Артек“ Манхайм
- 2004 г. „40 години оттогава“ – Галерия „Шипка 6“, София

## Награди
- Първа награда на конкурс за млади живописци – Виена (1978)
- Каплар Приз (Унгария, 1986)
- Награда на Министерство на отбраната (1987)
- Първа награда от Международен конкурс за живопис – Вилнюс (Литва, 1987)
- носител на меча „Ромфея“ (Пловдив, 1998)